# Uzbekfilm

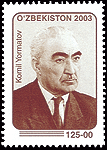
Kamil Iarmatov

Uzbekfilm (în uzbecă Oʻzbekfilm, Ўзбекфильм, în rusă Узбекфильм) este cel mai mare și mai vechi studio de film din Uzbekistan. A fost fondat la 1 iulie 1925.
Compania a fost denumită inițial Sharq Yulduzi (cu sensul de Steaua Orientului). În 1936, a fost redenumită Uzbekfilm. În timpul războiului sovieto-german împotriva Germaniei naziste și a aliaților săi, compania a fost numită Tașkent Film Studio. În 1958, a fost redenumită din nou Uzbekfilm. În 1979, studioul de film a primit numele regizorului și actorului Kamil Iarmatov (1903-1978).
De la fondarea sa, Uzbekfilm a produs aproximativ 400 de lungmetraje și 100 de filme de animație. Unele dintre cele mai populare filme produse de Uzbekfilm sunt Maftuningman (1958), Mahallada duv-duv gap (1960), Yor-yor (1964), Shum bola (1977), Toʻylar muborak (1978), Suyunchi (1982), Kelinlar qoʻzgʻoloni (1984), Armon (1986) și Abdullajon (1991).
După ce Uzbekistanul a devenit independent în 1991, guvernul țării a preluat controlul complet al studioului.
În 1996, Uzbekfilm a fost transformată într-o societate pe acțiuni. Studioul produce mai puțin de zece filme de lungmetraj pe an.

## Filmografie selectivă
- 1941 Vulturul mărilor (Морской ястреб/Morskoi iastreb), Vladimir Braun
- 1943 Emirul din Buhara (ru: Насреддин в Бухаре / Nasreddin v Buhare, uz: Nasriddin Buxoroda), regia Iakov Protazanov
- 1965 Furtună deasupra Asiei (Буря над Азией / Buria nad  Aziei), regia Kamil Iarmatov
- 1973 Al șaptelea cartuș (Седьмая пуля / Sedmaia pulia), regia Ali Hamraev
- 1980 Ali-Baba și cei 40 de hoți (Приключения Али-Бабы и сорока разбойников), regia Latif Fayziyev